# Azougui
Azougui (o Azuggi) és un oasi i un lloc històric, vestigi d'una antiga ciutat amazic al nord-oest de l'actual Mauritània, situada a l'altiplà d'Adrar Tmar, al nord-oest d'Atar. Al segle XI fou una base per a la dinastia almoràvit, que va conquerir el territori que s'estenia des del riu Senegal fins a la península Ibèrica.
Al segle XI, el cronista Abu-Ubayd al-Bakrí afirma que una fortalesa "envoltada de 20.000 palmeres" la va construir ací Yanya ibn Úmar, germà dels primers caps almoràvits, Yahya ibn Úmar al-Lamtuní i Abu-Bakr ibn Úmar al-Lamtuní, per a marcar la frontera entre els dominis de Lamtuna i Gudala. Aquestes dues tribus amazics sanhadja del desert estaven aliades abans que els Lamtuní formassen el nucli dels almoràvits després de la seua separació dels Gudala.
El cronista Ibn Shihab Al-Zuhrí, escrivint a la dècada del 1150, anomenà Azougui la "capital dels almoràvits".
Al-Idrissí identificà Azougui com una parada clau de la ruta comercial transahariana entre el Marroc i Ghana: "Qualsevol persona que vulga viatjar als països de Sila, Tekrour i Ghana, al Sudan, no pot pas evitar aquesta ciutat." Assenyala també que els "guineans" (probablement soninkes) l'anomenaven Quqadam.
Al Cementeri d'Azougui hi ha la necròpoli del teòleg Al-Imam al-Hadrami.

## Patrimoni Mundial
Aquest jaciment és en la Llista Indicativa del Patrimoni Mundial de la UNESCO des del 14 de juny de 2001 en la categoria cultural. De fet, Azougui és citada com la primera capital almoràvit:  és una fortalesa construïda en pedra seca amb una muralla que l'envolta i que s'ha anat poblant i ampliant amb el temps.